# Elateropsis reticulatus
Elateropsis reticulatus är en skalbaggsart som beskrevs av Charles Joseph Gahan 1890. Elateropsis reticulatus ingår i släktet Elateropsis och familjen långhorningar.
Artens utbredningsområde är Kuba. Inga underarter finns listade i Catalogue of Life.